# Jordi Baillat
Jordi o Georges Baillat (Maurí, 1896 - Perpinyà, (17 d'octubre de 1987) va ser un cirurgià rossellonès que s'especialitzà, principalment, en el camp de la patologia digestiva.

## Biografia
Nasqué a Maurí, a la zona de la Fenolleda de transició del català a l'occità. Es doctorà a Tolosa de Llenguadoc el 1925, i durant un temps va ser cap de clínica a la Facultat de Medicina de Tolosa. Posteriorment s'establí a Perpinyà i hi exercí com a cirurgià al centre hospitalari. El 1936 era vocal de la junta directiva de l'Associació General de Metges i Biòlegs de Llengua Catalana i com a tal treballà en la preparació del IX Congrés de l'Associació. El 1976, amb la represa, era a la presidència del "X Congrés de Metges i Biòlegs de Llengua Catalana", fet a la capital del Rosselló Perpinyà. Durant la Segona Guerra Mundial participà en la Resistència i, entre altres fets, se n'explica la intervenció quirúrgica clandestina que va fer a Les Illes al perseguit vallespirenc François Dabouzi. El 1968, quan presidia el Consell departamental de l' Ordre des Médecins s'enfrontà al filòsof Francesc Brousse per un article crític de l'Ordre que aquest havia escrit (En réponse à M. F. Brousse, une mise au point de l'Ordre des Médecins, L'Indépendant del 6 de juny del 1968). També va ser president de la "Societat de Gastroenterologia del Sud-oest".
Baillat pertangué durant molts anys al Moviment rotari i al període 1971-1972 en presidí el districte 173. El 1973 dirigia l'oficina de turisme de Perpinyà; la ciutat el distingí dedicant-li -de forma pòstuma- un carrer.

## Obres
- L'Ulcère simple du grêle (duodénum excepté) Toulouse, 1925
- F. Bertrand, Louis-Léon Villemur i G. Baillat L'Exploration radiologique du cul-de-sac de Douglas par l'injection de lipoiodine, par MM. F. Bertrand, interne des hôpitaux de Toulouse Villemur, ex-interne des hôpitaux de Toulouse, et G. Baillat, chef de clinique à la Faculté de Toulouse Paris: Masson et Cie, 1926 (extret de La Presse médicale 72, 8 setembre 1926)
- Mémoires et travaux scientifiques présentés par le docteur G. Baillat Toulouse: impr. d'H. Cléder, 1929
- Le Traitement des fractures de guerre par l'appareil plâtré occlusif Paris: Masson, 1940 (extret de la Revue d'orthopédie et de chirurgie de l'appareil moteur 26, 6, 1939-1940)
- Josep Trueta i Jordi Baillat La Hidatidosi òssia: ponencia presentada al "IX Congrés de Metges de Llengua Catalana" Barcelona: Tip. Cosmos, 1936

### Pròlegs, presentacions, introduccions
- Yves Hoffmann Roussillon aux cent visages Perpignan: Imp. du Midi, 1951
- Joan Olibó Bretagne mienne Perpignan: le Livre de l'amitié (Impr. du Midi), 1951
- Joan Olibó i altres Roussillon, terre des dieux, le livre de mon pays Perpignan: Impr. du Midi, 1952
- Yves Hoffmann Images du Roussillon Perpignan: Office départemental du tourisme, 1953
- Roussillon Paris: la France à table, 1957